# Afrofittonia silvestris
Afrofittonia silvestris är en akantusväxtart som beskrevs av Gustav Lindau. Afrofittonia silvestris ingår i släktet Afrofittonia och familjen akantusväxter. Inga underarter finns listade i Catalogue of Life.